# 18 Scorpii
Désignations
18 Scorpii (ou 18 Sco) est une étoile située à environ 45,7 années-lumière de la Terre à l'extrémité nord de la constellation du Scorpion. Elle partage de nombreuses propriétés physiques avec le Soleil. Cayrel de Strobel (1996) la fait figurer dans sa liste des étoiles les plus similaires au Soleil et Porto de Mello & da Silva (1997) l'ont identifiée comme le meilleur jumeau solaire connu.

## Caractéristiques physiques
18 Scorpii est une étoile de séquence principale de type spectral G2 Va. Meléndez & Ramírez (2007) lui attribuent une métallicité égale à 1,04 fois celle du Soleil.
D'après Lockwood (2002), ses fluctuations photométriques sont très similaires à celles du Soleil. Ses variations d'éclat au cours de son cycle d'activité atteignent 0,09 %, en bon accord avec les fluctuations observées sur le Soleil lors des derniers cycles solaires. En utilisant l'imagerie Zeeman-Doppler, Petit et al. (2008) ont montré que son champ magnétique est très similaire à celui du Soleil, de par son intensité et sa géométrie. Cependant, le cycle de 18 Sco est significativement plus court que celui du Soleil, et son niveau d'activité chromosphérique est plus élevé,.
18 Scorpii est une étoile isolée, et l'analyse de sa vitesse radiale n'a pas encore révélé la présence de compagnons planétaires.
Bien que 18 Scorpii soit globalement à peine plus métallique que le Soleil, son abondance en lithium est environ 3 fois plus élevée. Pour cette raison, Meléndez & Ramírez (2007) ont suggéré que 18 Scorpii est en fait un « quasi jumeau solaire », réservant le terme « jumeau solaire » pour des étoiles (comme HIP 56948) qui ressemblent au Soleil, aux barres d'erreur près, pour tous leurs paramètres mesurables.

## Possibilités et recherche de vie
18 Scorpii a, en septembre 2003, été identifiée  par l'astronome Margaret Turnbull de l'université de l'Arizona à Tucson comme une des étoiles les plus proches et plus prometteuses candidates de posséder des planètes capables d'héberger la vie, se basant sur son analyse de la liste HabCat des étoiles (« Catalog of Nearby Habitable Stellar Systems »).

### Comparaison entre 18 Scorpii et le Soleil
| Étoile     | Type spectral | Rayon (Rsol) | Masse (Msol) | Luminosité (Soleil=1) | Température (K) | Métallicité (Soleil=1) | Âge (Ma) | Rotation (jours) | Cycle d'activité magnétique (années) |
| ---------- | ------------- | ------------ | ------------ | --------------------- | --------------- | ---------------------- | -------- | ---------------- | ------------------------------------ |
| 18 Scorpii | G2V           | 1,02         | 1,012        | 1,05                  | 5789            | ~1,08                  | 4200     | 23               | 9-13                                 |
| Soleil     | G2V           | 1            | 1            | 1                     | 5777            | 1                      | 4577     | 25,7             | 11                                   |

Les caractéristiques spéciales de 18 Scorpii font de cette étoile un objectif de recherche prioritaire de planètes telluriques qui pourraient héberger la vie.